# فرانكلين كانون
فرانكلين كانون (بالإنجليزية: Franklin Cannon)‏ هو سياسي أمريكي، ولد في 12 مارس 1794 في كارولاينا الشمالية في الولايات المتحدة، وتوفي في 13 يونيو 1863 في مقاطعة كيب غيراردو في الولايات المتحدة. حزبياً، نشط في الحزب الديمقراطي. وقد انتخب عضو مجلس ولاية ميزوري.